# Albert Radke
Albert Wilhelm Eberhardt Radke (* 26. Oktober 1899; † 1979) war ein deutscher Offizier und vom 20. September 1950 bis zum 31. Juli 1964 Vizepräsident im Bundesamt für Verfassungsschutz, zuerst unter Otto John, ab 1955 unter Hubert Schrübbers.
Albert Radke stammte aus dem Elternhaus eines Theologen. Er trat 1917 als Fahnenjunker in ein Infanterieregiment ein, diente als Offizier bei der Reichswehr und Wehrmacht, ab 1935 als Dritter Generalstabsoffizier beim VI. Armeekorps in Münster und ab 1938 nach dem Anschluss Österreichs in Wien. Als solcher hatte er Kontakt zur Abwehrabteilung, Abwehrstelle VI in Münster sowie später Abwehrstelle XVII in Wien, und war auch in der Gegenspionage tätig. In Münster schloss er auch Kontakt zum damaligen Hauptmann der Abwehr Richard Gerken, der ab 1952 ebenfalls in der Verfassungsschutzbehörde tätig war. Am 17. April 1941 wurde Radke mit ausdrücklicher Billigung General Halders zum Chef der Heerwesenabteilung beim Oberkommando des Heeres ernannt. Ab Mai 1944 war er ohne Parteimitgliedschaft Chef des Stabes des NS-Führungsstabs im OKH. Als Oberst i. G. war Radke deshalb formal an den Untersuchungen gegen die Teilnehmer des Attentats vom 20. Juli 1944 beteiligt. Allerdings geriet er zunächst selbst unter Verdacht und war deshalb zwei Tage inhaftiert. Entsprechende Vorwürfe gegen ihn wurden am 14. September 1944 fallen gelassen. Aus Bedenken der Gestapo heraus wurde er jedoch vom NS-Führungsstab und der Abwehr in die kämpfende Truppe versetzt und geriet am 2. März 1945 in amerikanische Gefangenschaft.
Von 1946 bis 1950 war Radke unter dem Decknamen „Riedinger“ leitender Mitarbeiter der Organisation Gehlen. Auf Empfehlung Gehlens wechselte er 1950 kurzzeitig ins Bundesministerium des Innern und wurde von dort zum 20. September 1950 Vizepräsident des Bundesamtes für Verfassungsschutz. In diesem Aufgabenbereich beförderte er die bereits bestehende Praxis NS-belastete Personen als sogenannte „Freie Mitarbeiter“ einzustellen, um Erfolge in der Spionageabwehr zu generieren.
Im Mai 1952 kam durch das Neue Deutschland erstmals der Verdacht ans Licht, dass mit Billigung McCloys eine geheime militärische Tarnorganisation durch den Bund Deutscher Jugend unter Erhard Peters im Aufbau war. Diese Aktion war dem BfV bei Radke bekannt, doch dieser hatte dem Leiter John davon nichts berichtet. Daher wurde er nichts ahnend im September 1952 von einer Verhaftungswelle in Hessen überrascht und damit bloßgestellt.
Spätestens 1961 waren einzelne Tatsachen aus Radkes NS-Vergangenheit öffentlich bekannt. Doch erst als Informationen über diese Personalpolitik sowie illegale Abhörmethoden im Amt ihren Weg in die Öffentlichkeit fanden, wurde Radke zum 31. Juli 1964 in den einstweiligen Ruhestand versetzt.